# ملکی (مسیحیت)
مُلکی اصطلاحی است که برای توصیف مجموعه‌ای از شاخه‌های مسیحیت ارتودکس شرقی به کار می‌رود که در منطقهٔ بیزانس رایج بودند و پیروانش ریشه در خاورمیانه داشتند.
واژهٔ ملکی ریشه در زبان‌های سامی دارد، و در زبان سریانی (ܡܠܟܝܐ‎)، عبری (מלך)، عربی (ملكي)، نیز یافت می‌شود؛ ریشهٔ این واژه معنای «سلطنتی» یا «امپراتوری» دارد.